# Ruben Guerreiro
Rúben António Almeida Guerreiro (født 6. juli 1994 i Montijo) er en professionel cykelrytter fra Portugal, der er på kontrakt hos Movistar Team.
I 2017 begyndte Guerreiro at køre på World Tour-niveau, da han skiftede til Trek-Segafredo. Sammen år blev han portugisisk mester i linjeløb.
Da han vandt 9. etape af Giro d'Italia 2020 var det hans anden sejr som professionel, og den første udenfor hjemlandet.